# Aguadito de pollo
El aguadito de pollo es una sopa espesa y verdosa de arroz y pollo típica de Perú.

## Descripción
El aguadito de pollo es una sopa de pollo espesa, o también se considera un guiso de arroz caldoso, de la cocina peruana consumida tradicionalmente en invierno y que consiste en una cocción de arroz, pollo, culantro y vegetales.
Se prepara con grandes trozos de pollo, y los ingredientes adicionales utilizados pueden incluir papas amarillas, choclo, arvejas, zanahoria, ají amarillo y varias especias. Normalmente tiene una coloración verde pronunciada debido a una cantidad significativa de culantro utilizado en la sopa.
En Perú, el aguadito de pollo se le denomina también levantamuertos porque su consumo suele ser de madrugada al final de alguna fiesta o celebración, y está ligado a un potencial teórico para aliviar los síntomas asociados con la resaca.
Existen otras variedades de aguaditos en los cuales se reemplaza el pollo como proteína principal por otras aves, como gallina o pato, o pescados y mariscos, incluso menudencia. 